# Traité d'amitié anglo-japonais
Le traité d'amitié anglo-japonais (日英和親条約, Nichi-Ei Washin Jōyaku) est un traité inégal signé le 14 octobre 1854 à Nagasaki au Japon. James Stirling représentait le Royaume-Uni tandis que les gouverneurs de Nagasaki (Nagasaki bugyō) représentaient le shogunat Tokugawa. 
Il sera suivi par le traité d'amitié et de commerce anglo-japonais de 1858.